# 지폐계수기

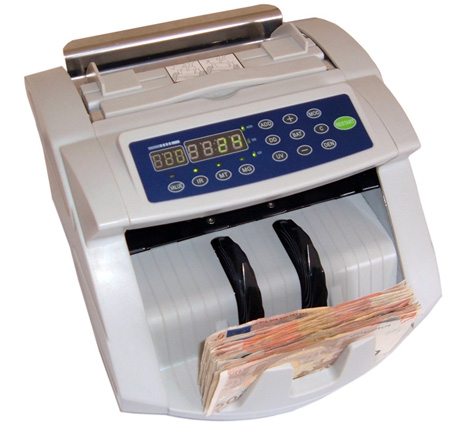

지폐계수기(banknote counter)는 주로 지폐의 양을 정확하게 세어내기 위해 개발된 장치이다. 또, 지폐계수기는 일괄로 지폐를 정렬한다든지 위조 지폐를 판별하는 기능이 제공되는 것도 있다.

## 역사
최초의 자동 지폐계수기는 1920년대에 미국에서 선보였으며 워싱턴 D.C.의 페더럴 빌 카운터 컴퍼니에 의해 제작되었다.
현대의 지폐계수기 기술은 일본 시나가와구에서 개발되어 1962년 도입되었다. 속도와 정확도가 개선되었기에 빠르게 시장을 지배했다.